# Brian Markinson
Brian Markinson (New York, 1 september 1961) is een Amerikaans acteur.

## Biografie
Markinson werd geboren in de borough Brooklyn van New York, en heeft het acteren geleerd aan de American Academy of Dramatic Arts in New York en slaagde in 1983.
Markinson begon in 1990 met acteren in de televisieserie China Beach, waarna hij nog meer dan 140 rollen speelde in televisieseries en films. 

## Filmografie

### Films
Selectie:
- 2014 Godzilla - als Whelan
- 2013 12 Rounds 2: Reloaded - als Heller
- 2012 Battlestar Galactica: Blood & Chrome – als Silas Nash
- 2007 Charlie Wilson's War – als Paul Brown
- 2007 Shooter – als Russert
- 2006 RV – als Garry Moiphine
- 2006 Eight Days to Live – als Al
- 2005 Knights of the South Bronx – als Arnie
- 2003 Lucky 7 – als Bernie Myer
- 2002 Liberty Stands Still – als Rex Perry
- 2002 Ignition – als raadgever
- 2001 The Curse of the Jade Scorpion – als Al
- 2000 Small Time Crooks – als politieagent
- 2000 What Planet Are You From? – als co-piloot
- 1998 Enemy of the State – als Brian Blake
- 1998 City of Angels – als Tom
- 1998 Primary Colors – als Randy Culligan
- 1997 Volcano – als O.E.M leidinggevende
- 1996 Up Close & Personal – als Vic Nash
- 1995 Apollo 13 – als Pad Rat
- 1994 Mixed Nuts – als politieagent
- 1994 Wolf – als rechercheur Wade

### Televisieseries
Uitgezonderd eenmalige gastrollen.
- 2024 Under the Bridge - als Adrian Brooks - 2 afl.
- 2024 Allegiance - als Max Portman - 7 afl.
- 2023 Painkiller - als Howard Udell - 6 afl.
- 2021 - 2022 A Million Little Things - als rechercheur Craig Saunders - 9 afl.
- 2021 Mayor of Kingstown - als Paul Selig - 2 afl.
- 2020 - 2021 Tribal - als Chuck 'Buke' Bukansky - 18 afl.
- 2020 Away - als George Lane - 6 afl.
- 2019 The Magicians - als Everett - 6 afl.
- 2019 Unspeakable - als dr. Roger Perrault - 7 afl.
- 2018 Take Two - als rechter Noah B. Chambers - 3 afl.
- 2014 - 2018 Girlfriends' Guide to Divorce - als Albert - 31 afl.
- 2017 Salvation - als Randall Calhoun - 5 afl.
- 2016 The Romeo Section - als Norman Rothman - 10 afl.
- 2015 iZombie - als dr. Holland - 2 afl.
- 2012 - 2015 Continuum - als Dillon - 38 afl.
- 2015 Rogue - als Lloyd Roberts - 8 afl.
- 2013 - 2015 Mad Men - als dr. Arnold Rosen - 7 afl.
- 2014 Rush - als Billy Bloom - 2 afl.
- 2014 Fargo - als Bruce Gold - 2 afl.
- 2012 - 2014 Arctic Air – als Ronnie Dearman – 12 afl.
- 2014 Klondike - als Cavendesh - 2 afl.
- 2012 Ring of Fire - als Harry Stromwell - 2 afl.
- 2012 Arrow - als Adam Hunt - 2 afl.
- 2012 Saving Hope - als Jimmy Bell - 2 afl.
- 2012 - 2015 Continuum - als Dillon - 4 seizoenen
- 2011 - 2012 The Killing - als Gil Sloane - 8 afl.
- 2011 Sanctuary - als Greg Addison - 4 afl.
- 2011 Hellcats - als Dean Laverne - 2 afl.
- 2010 – 2011 Shattered – als dr. Ryan DiSilvio – 13 afl.
- 2009 – 2010 Caprica – als Jordan Durham – 13 afl.
- 2007 – 2009 The L Word – als Aaron Kornbluth – 13 afl.
- 2006 Prairie Giant: The Tommy Douglas Story – als Jimmie Gardiner – miniserie
- 2005 – 2006 Da Vinci's City Hall – als politiechef Bill Jacobs – 13 afl.
- 2003 – 2005 Da Vinci's Inquest – als politiechef Bill Jacobs – 16 afl.
- 2004 Touching Evil – als agent Charles Bernal – 12 afl.
- 2002 Girls Club – als Spencer Lewis – 9 afl.
- 2002 Taken – als Ray Morrison – 3 afl.

- Biblioteca Nacional de España: XX5570227
- Bibliothèque nationale de France: cb14203466t (data)
- International Standard Name Identifier: 0000 0004 0892 6801
- Library of Congress Control Number: no2005038140
- Nationale Bibliotheek van Israël: 987007347670205171
- Nationale Bibliotheek van Polen: a0000001903197
- Système universitaire de documentation: 070502021
- Virtual International Authority File: 302008458
- WorldCat: E39PBJkp9TPJvq8mCMpCBHVjYP